# 高柳芳夫
高柳 芳夫（たかやなぎ よしお、1931年1月17日 - 2023年11月23日）は、日本の元小説家、外交官。

## 来歴
栃木県宇都宮市生まれ。京都大学独文科卒業、同大学院修士課程修了。
1957年、外務省入省。在独大使館、ベルリン総領事館副総領事等を歴任。
1971年、「『黒い森』の宿」で第10回オール讀物推理小説新人賞受賞。1973年、「『禿鷹城』の惨劇」で第19回江戸川乱歩賞候補になるが落選。松本清張の推薦もあって刊行されるが、外務省研修所教務主事に左遷され、1977年に退職。
1979年、プラハの春以後の国際情勢を題材とした「プラハからの道化たち」で第25回江戸川乱歩賞受賞。同作は週刊文春ミステリーベスト10で第1位になった。その後、作家として活動するかたわら、桐朋学園大学教授としてドイツ語を教える。西ドイツ勲一等功績十字勲章受章。1990年を最後に小説家を廃業する。

## 文学賞受賞・候補歴
- 1971年 - 「『黒い森』の宿」で第10回オール讀物推理小説新人賞受賞。
- 1973年 - 「『禿鷹城』の惨劇」で第19回江戸川乱歩賞候補。
- 1976年 - 「ライン河の舞姫」で第22回江戸川乱歩賞候補。
- 1979年 - 「プラハからの道化たち」で第25回江戸川乱歩賞受賞、第82回直木賞候補。
- 1982年 - 「浴室の告発」で第35回日本推理作家協会賞（短編部門）候補。

## 作品リスト

### 小説

#### 単行本
- 『禿鷹城（ガイエルスブルグ）』の惨劇（1974年1月 講談社 / 1979年9月 講談社【新装版】 / 1984年6月 新潮文庫）
- ライン河の舞姫（1977年3月 講談社）
  - 【改題】「ラインの薔薇城」殺人事件（1984年1月 新潮文庫）
- プラハからの道化たち（1979年9月 講談社 / 1983年7月 講談社文庫）
- 影を裁く日（1980年11月 講談社 / 1984年8月 講談社文庫）
- ライン河の白い霧笛（1981年3月 トクマ・ノベルズ / 1984年11月 徳間文庫）
- ベルリンの柩（1981年9月 講談社 / 1985年1月 新潮文庫）
- モスクワの星を撃て（1982年6月 フタバノベルス / 1984年3月 双葉ポケット文庫）
- ベルリンの『壁』に死す（1982年10月 フタバノベルス / 1984年11月 双葉文庫）
- ベルリンの女（1982年10月 広済堂出版 / 1985年6月 徳間文庫）
- ベルリンの夜に逃れて（1983年2月 講談社ノベルス / 1986年10月 講談社文庫）
- プラハの花嫁（1983年6月 講談社）
  - 【改題】日本大使館殺人事件簿（1987年11月 徳間文庫）
- 摩天楼（ニューヨーク）の弩（1983年8月 祥伝社ノン・ノベル / 1986年8月 徳間文庫）
- モスクワから来たスパイ（1983年10月 講談社ノベルス / 1987年4月 講談社文庫）
- 維納（ウィーン）の森殺人事件（1984年6月 フタバノベルス / 1987年4月 双葉文庫）
- 悪夢の書簡 ベルリンの壁殺人事件（1985年1月 講談社ノベルス）
- 闇からの呼び声（1985年3月 フタバノベルス / 1989年3月 双葉文庫）
- オーロラの叫び（1985年6月 光風社出版）
- 今だから言おう（1985年6月 講談社）
- 殺人者は雨の夜に（1985年10月 光風社ノベルス）
- 死を呼ぶ聖女（1985年11月 祥伝社ノン・ノベル）
  - 【改題】古都の殺人（1989年5月 祥伝社ノン・ポシェット）
- 津軽富士殺人事件（1986年6月 トクマ・ノベルズ / 1989年8月 徳間文庫）
- ローレライの幽霊船 草葉宗平推理ノート（1986年7月 光風社出版）
- ロマンチック街道殺人ルート（1987年3月 光風社ノベルス）
- 陰府（よみ）からの使者（1988年6月 光風社出版）
- 奈良-紀州殺人周遊ルート（1988年8月 トクマ・ノベルズ / 1991年4月 徳間文庫）
- 悪魔たちの輪舞曲（ロンド）日米核密約の陰謀（1988年12月 光風社出版）
- 京都「時代祭り」殺人事件（1990年2月 トクマ・ノベルズ）
- マルタの鷹を撃て（1990年6月 徳間書店）

#### アンソロジー
「」内が高柳芳夫の作品
- 疑惑の構図（1984年11月 文春文庫）「『黒い森』の宿」
- 殺しのパフォーマンス（1985年3月 講談社文庫）「ベルリンの柩」

### ドイツ語関連
- みんなで学ぼうやさしいドイツ語（1993年4月 郁文堂） - 共著：玉川裕子